# Penke Botond
Penke Botond (Beregszász [ma: Ukrajna], 1942. október 13. –) Széchenyi-díjas magyar biokémikus, egyetemi tanár, a Magyar Tudományos Akadémia rendes tagja. A bioorganikus kémia (az aminosavak, a peptidek és fehérjék biokémiája) neves tudósa. 1989-től a Szegedi Orvostudományi Egyetem (2000-től a Szegedi Tudományegyetem része) Orvosi Vegytani Intézete vezetője.

## Életpályája
1960-ban érettségizett, majd felvették az Eötvös Loránd Tudományegyetem Természettudományi Kar biológia–kémia szakára, ahol 1965-ben szerzett középiskolai tanári diplomát. 1968-ban védte meg egyetemi doktori disszertációját. Diplomájának megszerzése után a szegedi József Attila Tudományegyetem (JATE) Természettudományi Kar szerves kémiai tanszékére hívták. Itt dolgozott egészen 1977-ig. Ekkor a Szegedi Orvostudományi Egyetem (SZOTE) Orvosi Vegytani Intézetébe került adjunktusi beosztásban. Egy évre rá megkapta egyetemi docensi kinevezését. 1989-ben tanszékvezetői, 1990-ben egyetemi tanári megbízást kapott. 1992 és 1996 között a SZOTE térítéses képzési titkárságának vezetőjeként is tevékenykedett. 1994 és 2000 között pedig a pályázati irodát is vezette. 1996 és 1999 között visszatért korábbi tanszékére (szerves kémia tanszék), ahol átvette a tanszék vezetését, szintén egyetemi tanári beosztásban. Magyarországi állásai mellett 1988–1989-ben a göttingeni Max Planck Kísérteti Orvostudományi Intézet, illetve több alkalommal a San Diegó-i Salk Intézet vendégprofesszora volt.
1976-ban védte meg a kémiai tudomány kandidátusi, 1989-ben akadémiai doktori értekezését. Az MTA Szerves és Biomolekuláris Kémiai Bizottságának, illetve a Szegedi Akadémiai Bizottságnak lett tagja. 2001-ben megválasztották a Magyar Tudományos Akadémia levelező, 2007-ben pedig rendes tagjává. Akadémiai tisztségein túl a Magyar Peptidkémiai Társaság, a Magyar Gasztroenterológiai Társaság és a Magyar Kémikusok Egyesülete tagja, emellett az Európai és az Amerikai Peptid Társaság is felvette tagjai sorába. A Journal of Peptide Science és a Current Protein and Peptide Science című tudományos folyóiratok szerkesztőbizottsági tagja.

## Munkássága
Kutatási területe a bioorganikus kémia, ezen belül az aminosavak, a peptidek és fehérjék biokémiája.
Nevéhez fűződik béta-aminosavak előállítására, illetve triptofánt tartalmazó peptidek és fehérjék úgynevezett kíméletes hidrolízisére vonatkozó új módszer kidolgozása. Jelentős a munkássága a polipeptidek területén: itt új, szilárd fázisú hordozókat készített, illetve állított elő, amelyek alkalmasak az érzékeny polipeptidek szintézisére való alkalmazásra. Penke elsőként állított elő, illetve tervezett olyan speciális antigéneket, amelyeket az idegátvitelben részt vevő aminosavak kimutatására használnak fel. Ez az ideggyógyászatban nyújt segítséget. Az MTA és a Szegedi Tudományegyetem közös Fehérjekémiai Kutatócsoport  vezetőjeként az Alzheimer-kórral kapcsolatos kutatásokkal is foglalkozik, ennek keretében sikerült olyan újszerű vegyületeket kialakítania, amelyek megakadályozták az idegeket megtámadó béta-amiloidok hatását, illetve az idegi degenerációt.
Több mint háromszáz tudományos publikáció szerzője vagy társszerzője. Ebből több tankönyv és gyűjteményes kötet, emellett több mint tíz szabadalmat jegyeztetett be. Közleményeit elsősorban angol, német és magyar nyelven adja közre.

## Családja
1968-ban feleségül vette Jancski Olga irodalomtörténészt (Penke Olga néven publikál). Penke Olga az MTA doktora. Házasságukból két gyermekük született; Botond (1969) és Zsuzsa (1972).

## Díjai, elismerései
- Szent-Györgyi Albert-díj (2006)
- Széchenyi-díj (2009)
- A Magyar Érdemrend középkeresztje (2016)

## Főbb publikációi
- Synthesis von Diazoketonen aus Acylaminosäuren unter Verwendung von  gemischten Anhydriden bzw. N,N-Dicyclohexyl-carbodiimid (társszerzőkkel, 1970)
- A New Acid Hydrolysis Method for Determining Tryptophan in Peptides and Proteins (társszerzőkkel, 1974)
- Radioimmunoassays of Tetrahydrocortisone and Tetrahydrocortisol in Human Urine (társszerzőkkel, 1977)
- Influence of Cholecystokinin Octapeptide Sulfate Ester on Brain Monoamine Metabolism in Rats (társszerzőkkel, 1981)
- Effects of Cholecystokinin Octapeptide on Striatal Dopamine Metabolism and on Apomorphine-induced Stereotyped Cage-climbing in Mice (társszerzőkkel, 1981)
- Serotonin-immunoreactive Cells in the Superior Cervical-ganglion of the Rat (társszerzőkkel, 1981)
- Further Analysis of the Effects of Cholecystokinin Octapeptides on Avoidance-behavior in Rats (társszerzőkkel, 1984)
- Antisera to Gamma-aminobutyric Acid 1–2. (társszerzőkkel, 1985)
- Conformational Studies on Synthetic Peptide Models of the Intrsubunit Region of Influenza Virus Hemagglutinin (könyvfejezet, 1992)
- The Cocaine-induced Elevation of Plasma-corticosterone is Mediated by Endogenous Corticotropin-releasing Factor (CRF) in Rats (társszerzőkkel, 1992)
- Immunohistochemical Visualization of a Metabotropic Glutamate Receptor (társszerzőkkel, 1993)
- Szerves és bioorganikus kémia (Gergely Pál Istvánnal, Tóth Gyulával, 1994–2002, négy kiadás)
- Mechanisms of beta-amyloid Neurotoxicity: Perspectives of Pharmacotherapy (társszerzőkkel, 2000)
- Aminosavak, peptidek, fehérjék: az információátadás egyre bonyolultabb anyagai (2001)
- Toxikus peptid- és fehérje aggregátumok kialakulása és szerepe a  neurodegenerációs folyamatokban (2007)